# Lovagterem
A lovagterem egy vár lakóépületében vagy egy kastélyban  kialakított nagyméretű helyiség, ami alkalmassá vált sok ember befogadására, ünnepségek, lakomák megtartására. Díszes kialakítása reprezentálta a nemesi család gazdagságát, előkelőségét. Nyílászáróit (ajtók és ablakok) mindig az adott korszak ízlésvilágának megfelelően alakították ki (pl. gótikus vagy reneszánsz stílus szerint).
A lovagterem elnevezés csak a 19. században  jelent meg a romantikus várhistóriáknak köszönhetően. Az előző korokban egészen egyszerűen teremnek, nagy helyiségnek nevezték, a várlakók ott gyűltek össze a közös étkezésekre, tanácskozásokra.  
A lovagtermekben ma gyakran színházi előadásokat, koncerteket, konferenciákat és egyéb kulturális rendezvényeket tartanak.

## Fordítás
- Ez a szócikk részben vagy egészben  a   Rittersaal című német Wikipédia-szócikk fordításán alapul.  Az eredeti cikk szerkesztőit annak laptörténete sorolja fel. Ez a jelzés csupán a megfogalmazás eredetét és a szerzői jogokat jelzi, nem szolgál a cikkben szereplő információk forrásmegjelöléseként.